# Палац Ходкевичів у Млинові
Палац Ходкевичів — пам'ятка архітектури у селищі Млинів Дубенського району Рівненської області.
Побудований наприкінці 18 ст. у стилі класицизму.

## Складові частини
Ансамбль мав:
- великий палац (архітектор П. Л. Шлегель, 1785 р.)
- малий палац («Офіцина»)
- пейзажний парк зі скульптурами
- павільйон «Філософський будиночок»
- ротонда «Templum» (музичний павільйон)
- павільйон «Літня їдальня» з кухнею
- стайня
- возовня з каретами
- костел
- тунелі під палацом

## Історія
Будівництво палацу розпочалося у 1790-х рр. на березі річки Ікви. Ініціаторкою будівництва садиби вважають графиню Людвіку Ходкевич. У 1785 р. архітектор Леопольд Шлегель створив проєкт палацового ансамблю. З незрозумілих причин Людвіка Ходкевич відмовилася від цього проєкту палацу. Наступним, хто взявся за створення проєкту, був варшавський архітектор Кароль Шютц. Він лише дещо переробив проєкт свого попередника Шлегеля. Завершилося будівництво на початку ХІХ століття. Наприкінці нагляд за роботами вів архітектор Ян Слонєвський. Над декоруванням стін працювали художники Вінцентій Боркевич та Мьодушевський.
У 1915 р. крізь Млинів пролягла лінія фронту 1-ї світової Війни. Палац зазнав руйнувань.
У травні 1919 р. революційний загін захопив палац, графиню Юлію Ходкевич та її доньку Зофью було вбито.
Після Другої світової війни палац було повністю розібрано, а на його місці побудовано зооветеринарний технікум. До наших днів зберігся малий палац-флігель.

## Архів садиби
Він належав до багатших серед приватних архівів польських вельмож. Є згадки 15 шаф, де зберігали рукописи на пергаментах, військові рапорти Тадеуша Костюшка тощо.[де?]
Генерал Олександр Францішек Ходкевич 1804 року купив збірку картин та бібліотеку разом з палацом Корнякта за 377 000 золотих ринських, вивіз звідси картини та бібліотеку до свого маєтку у Млинові.
У 1921—1939 рр. власник садиби перевіз залишки садибного архіву у Краків та Львів. Краківська частина стала надбанням Державного архіву Польщі.

## Мистецька збірка
Аби запобігти втраті мистецької збірки, власник після 1920 р. перевіз колекцію у заміське помешкання Ходкевичів біля Львова. Серед них — вироби з срібла, коштовна колекція з порцеляни Франції та Китаю, старовинні годинники, живопис. Частка майна з Млинова випадково збереглася і після 1946 р. передана до музеїв Львова.

## Залишки садиби
- Павільйон «Філософський будиночок» напівзруйнований, ніяк не використовується, стоїть пусткою.
- З 1977 р. в приміщенні збереженої Офіцини засновано Млинівський краєзнавчий музей.
- Костел, побудований фундацією Ходкевичів, розібрано на будматеріали у 1960-ті рр. під час другої хвилі руйнації церковних споруд.
- Млинівський парк

## Зображення

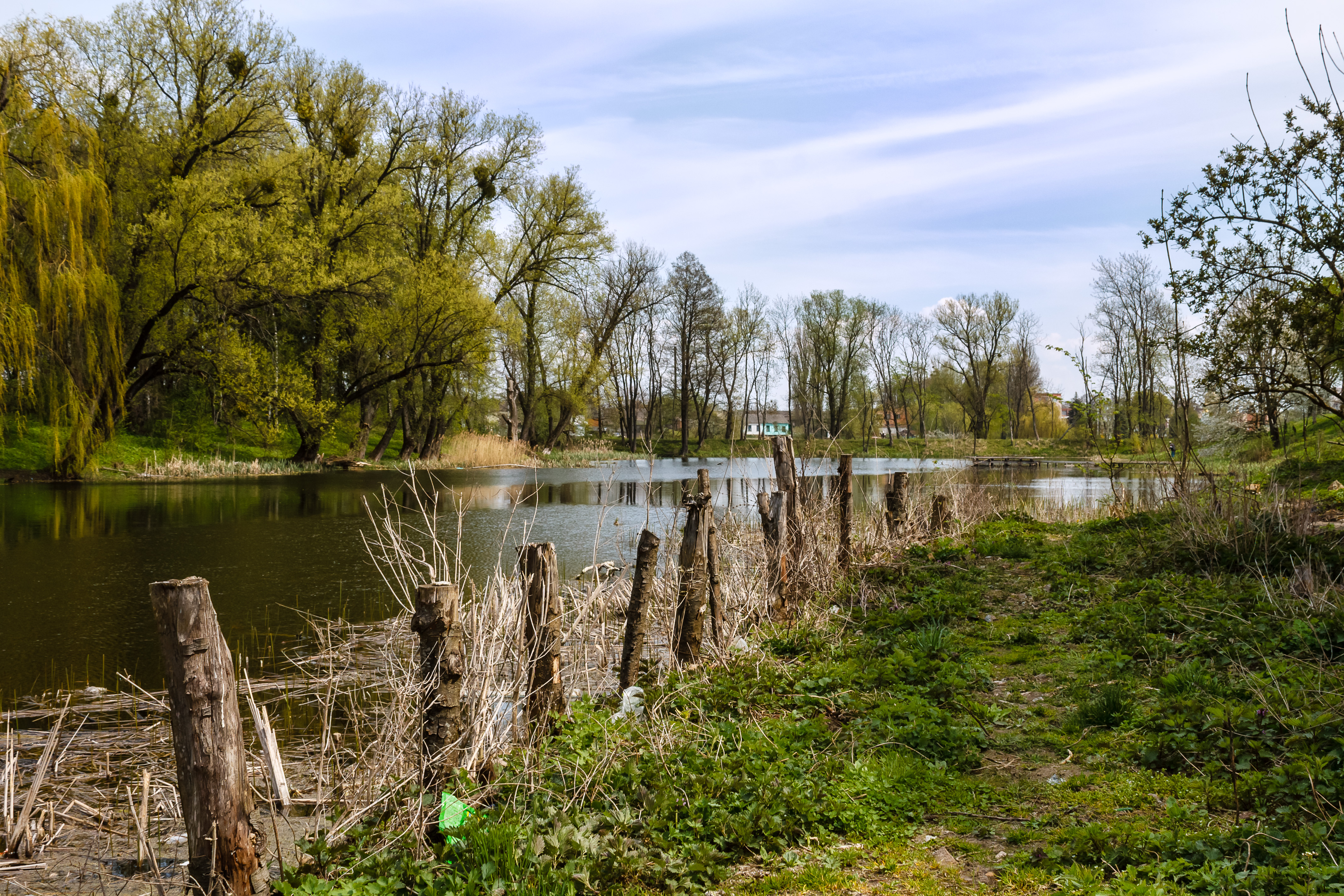
Парк біля садиби графа Ходкевича.
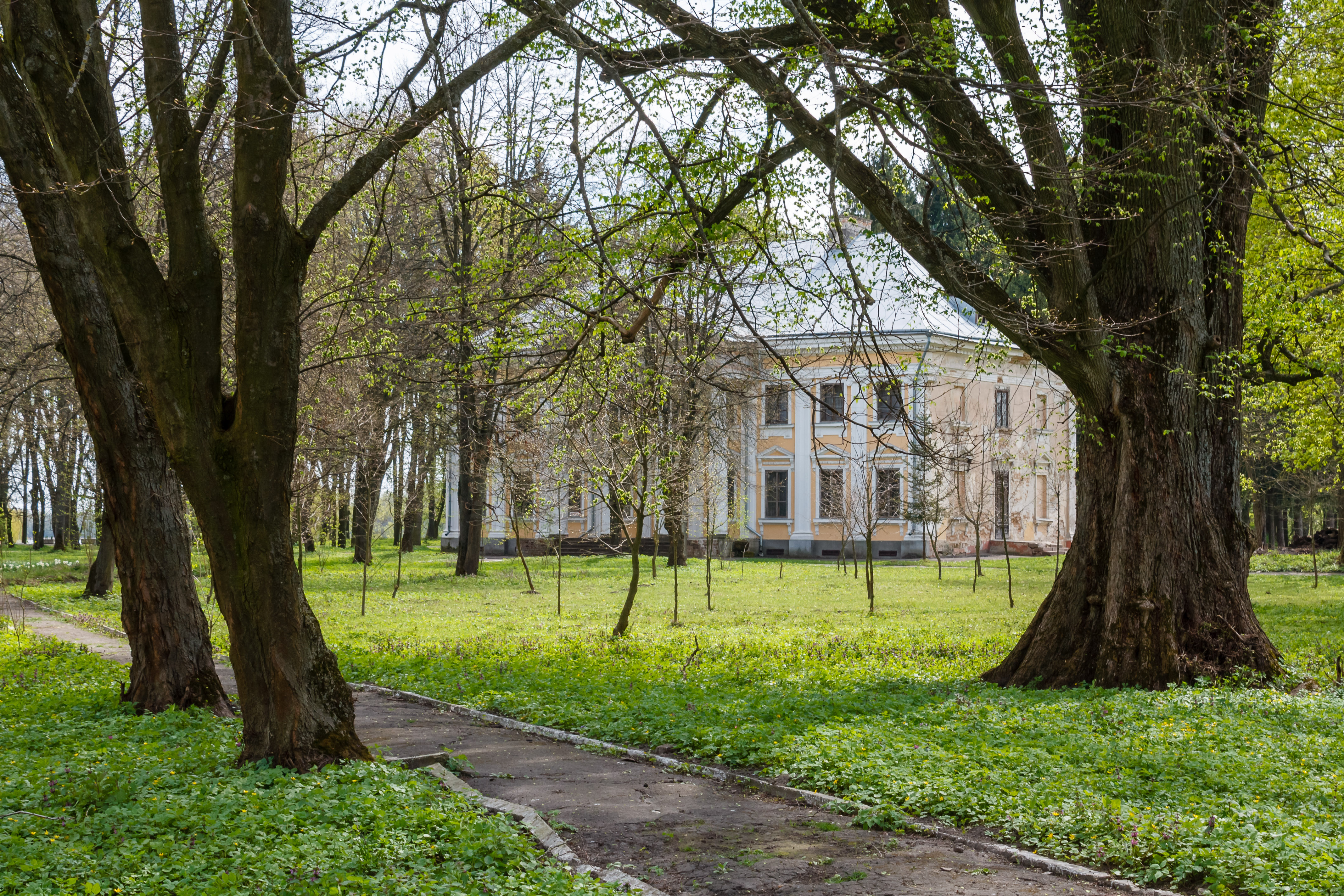
Парк біля садиби графа Ходкевича.
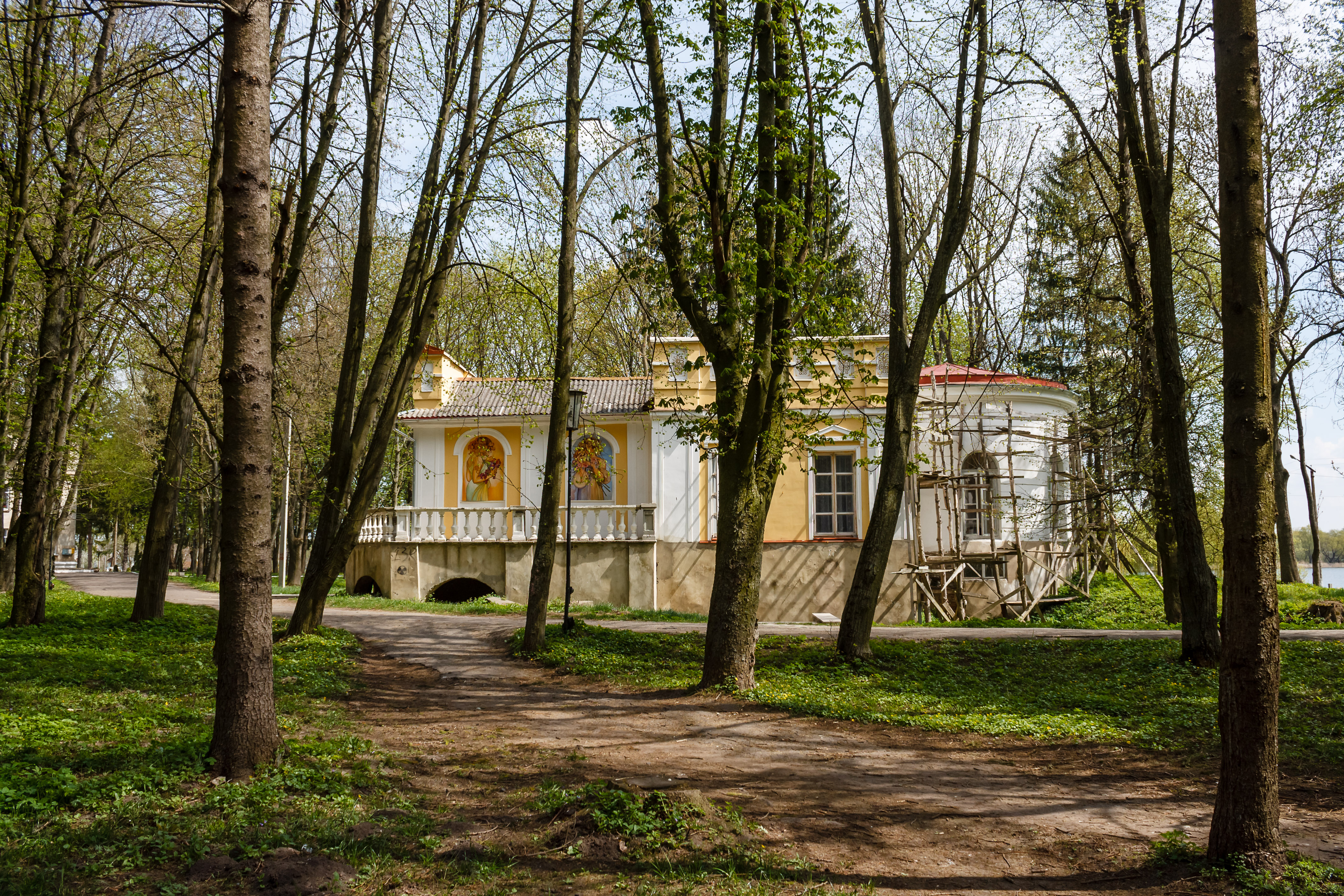
Ротонда «Templum» (музичний павільйон)
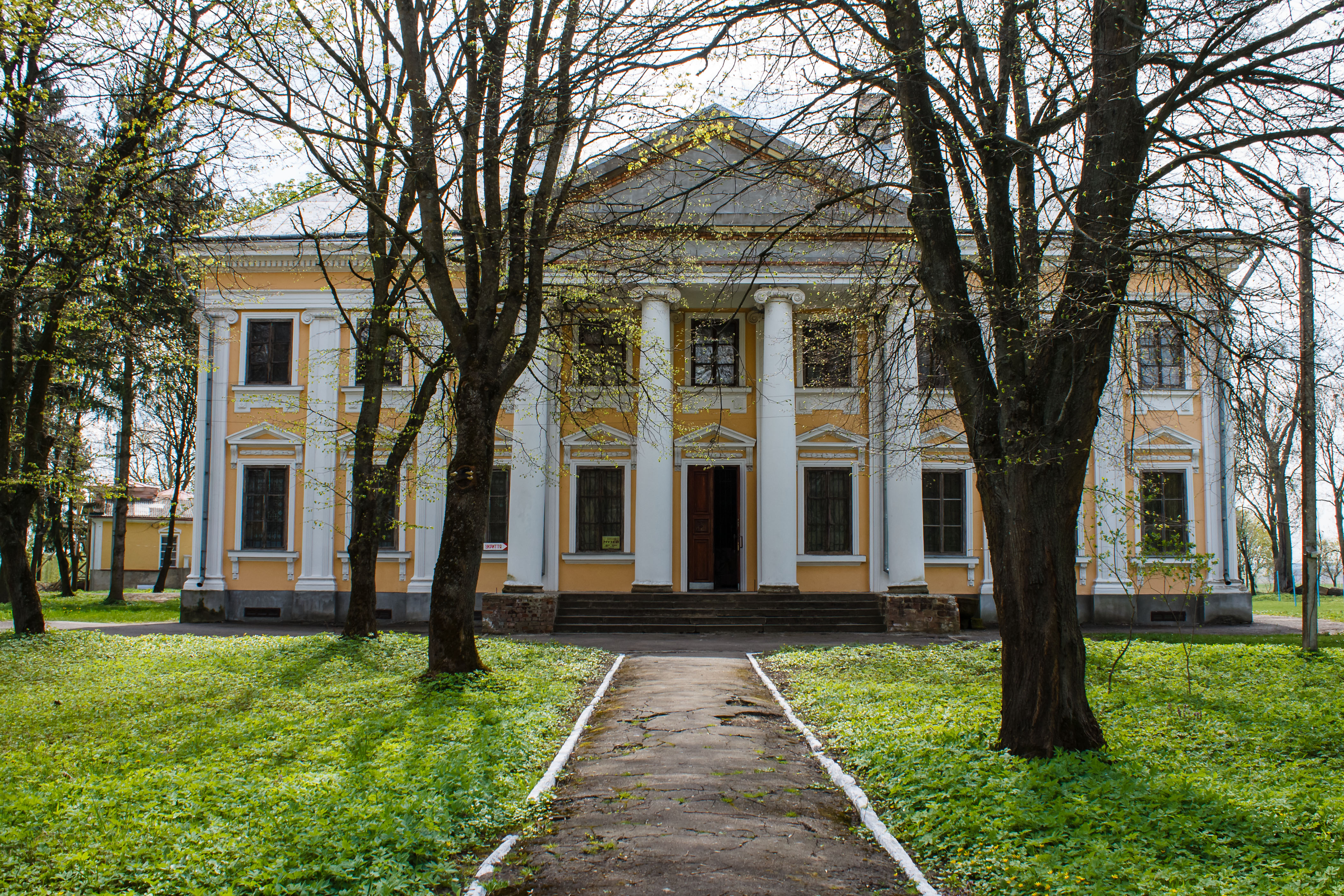
Малий палац («Офіцина»). Головний вхід
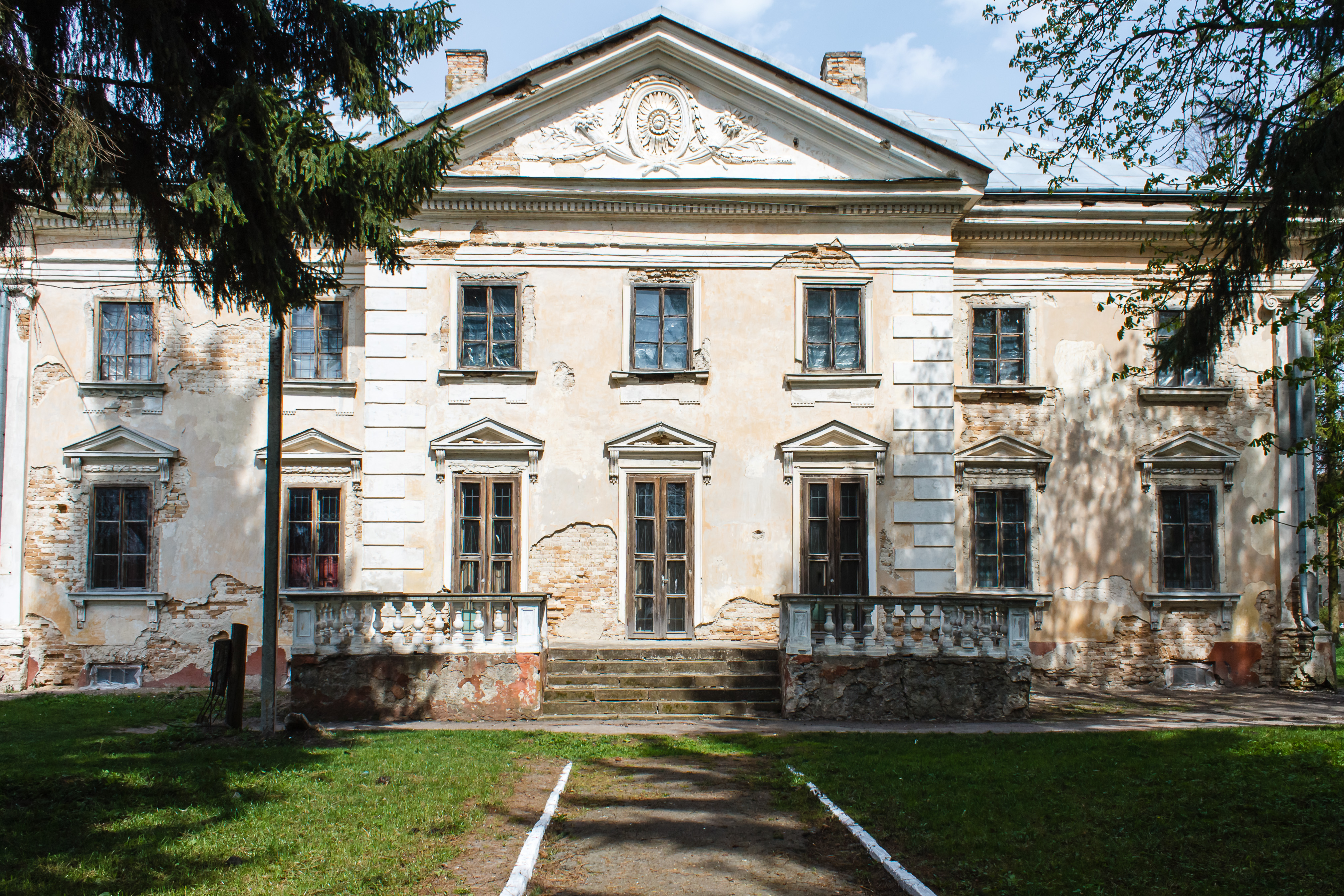
Малий палац («Офіцина»)
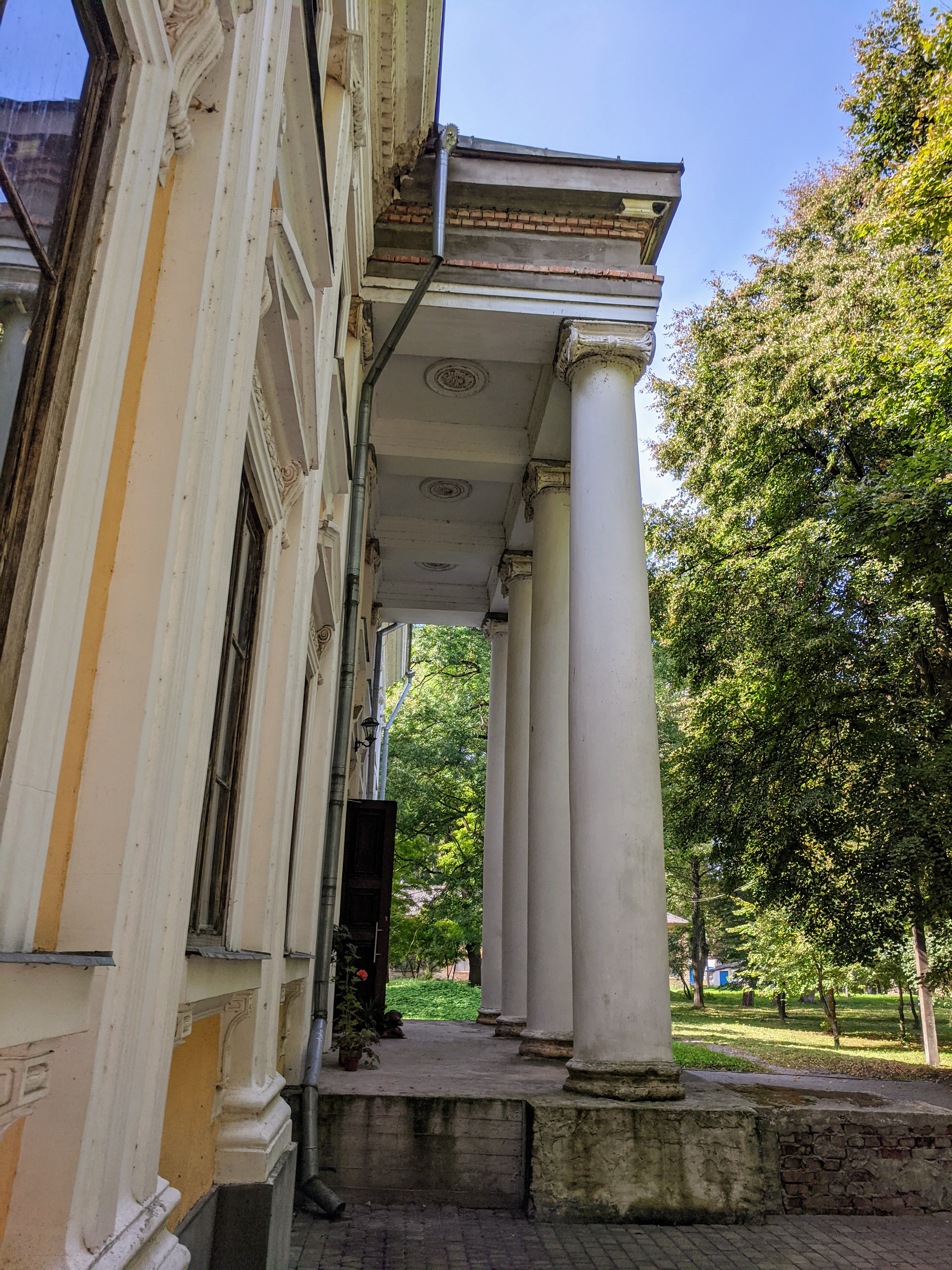
Флігель садиби  Корецьких (мур.)
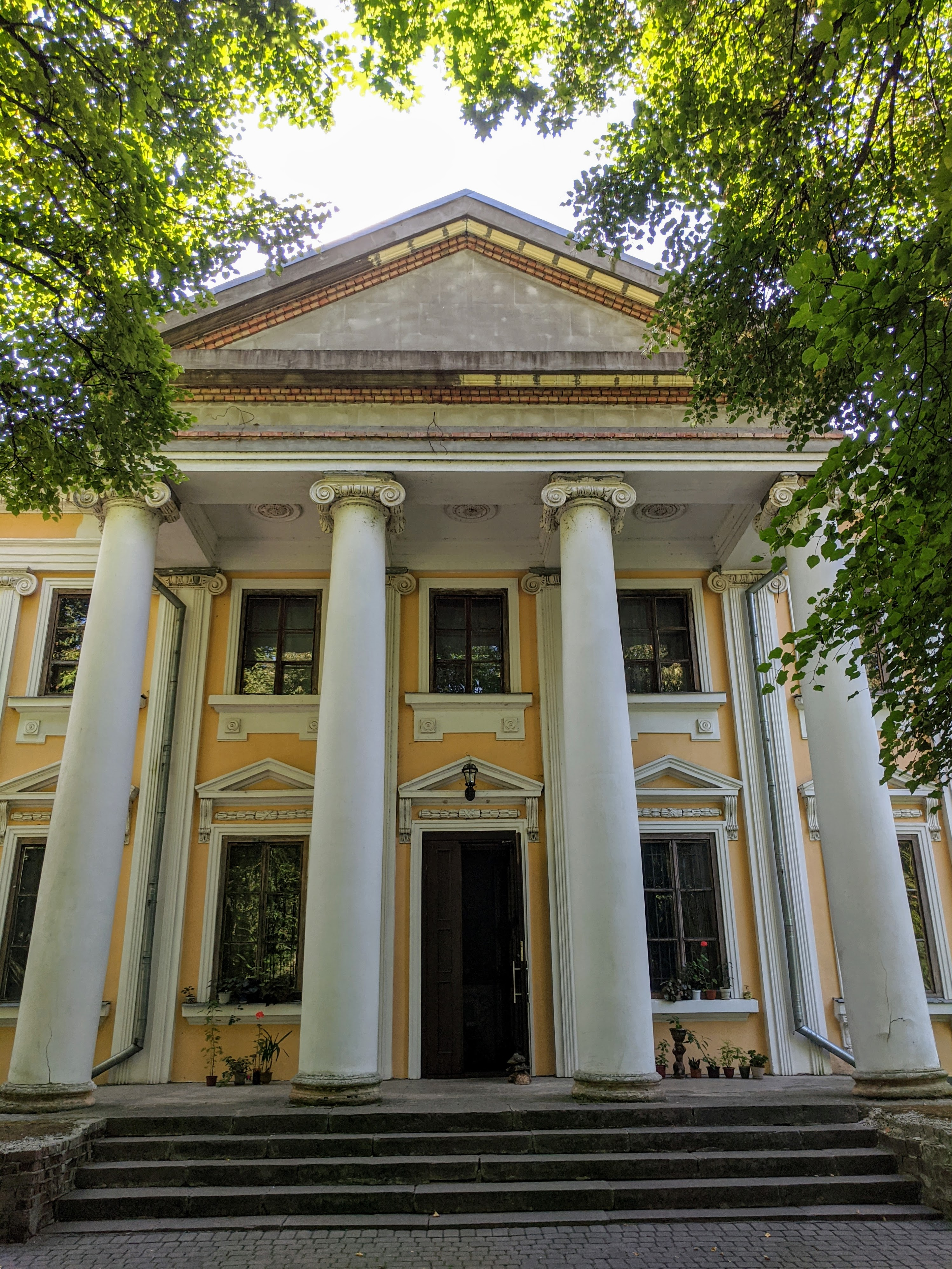
Флігель садиби  Корецьких (мур.)
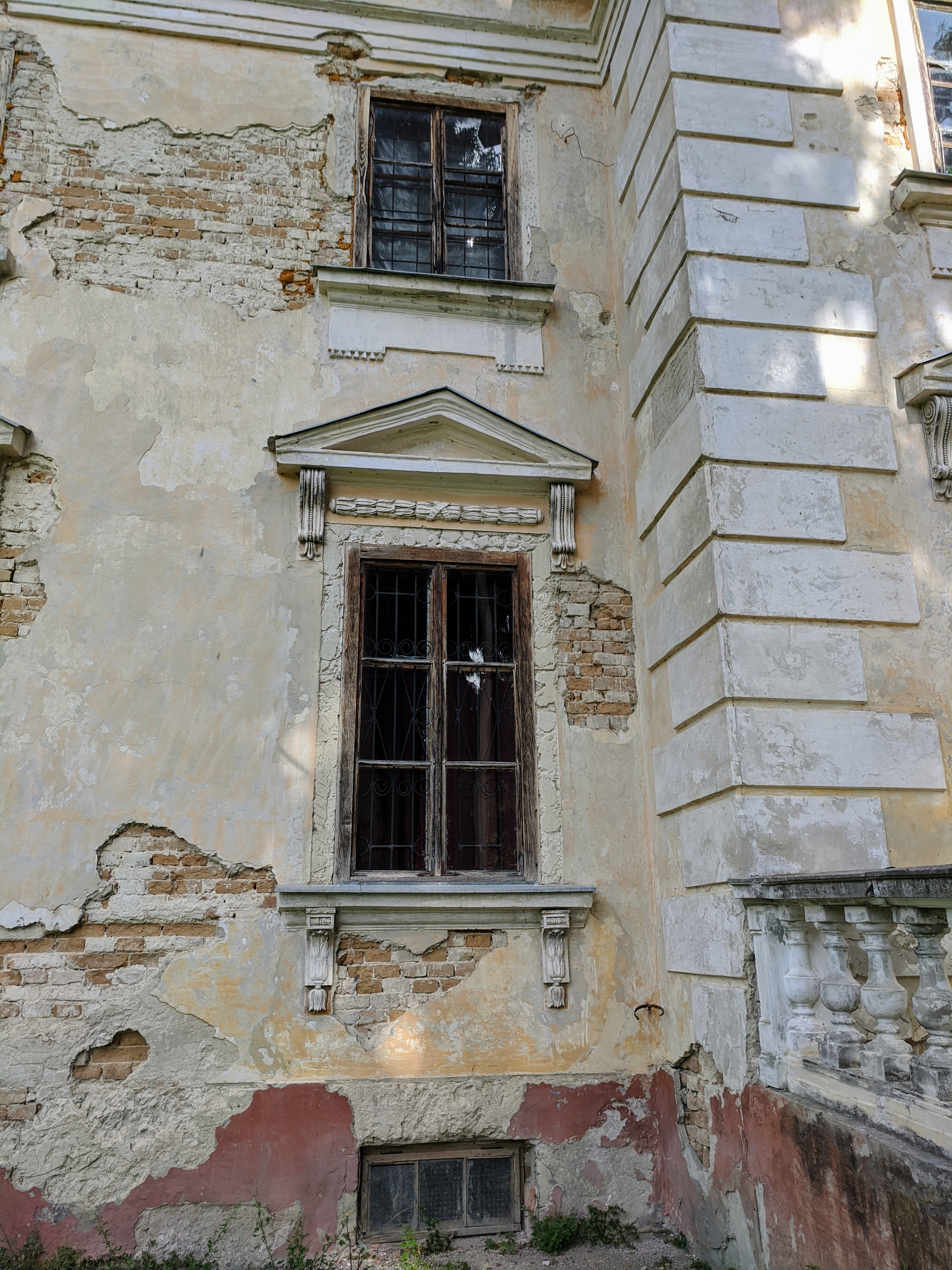
Флігель садиби  Корецьких (мур.)
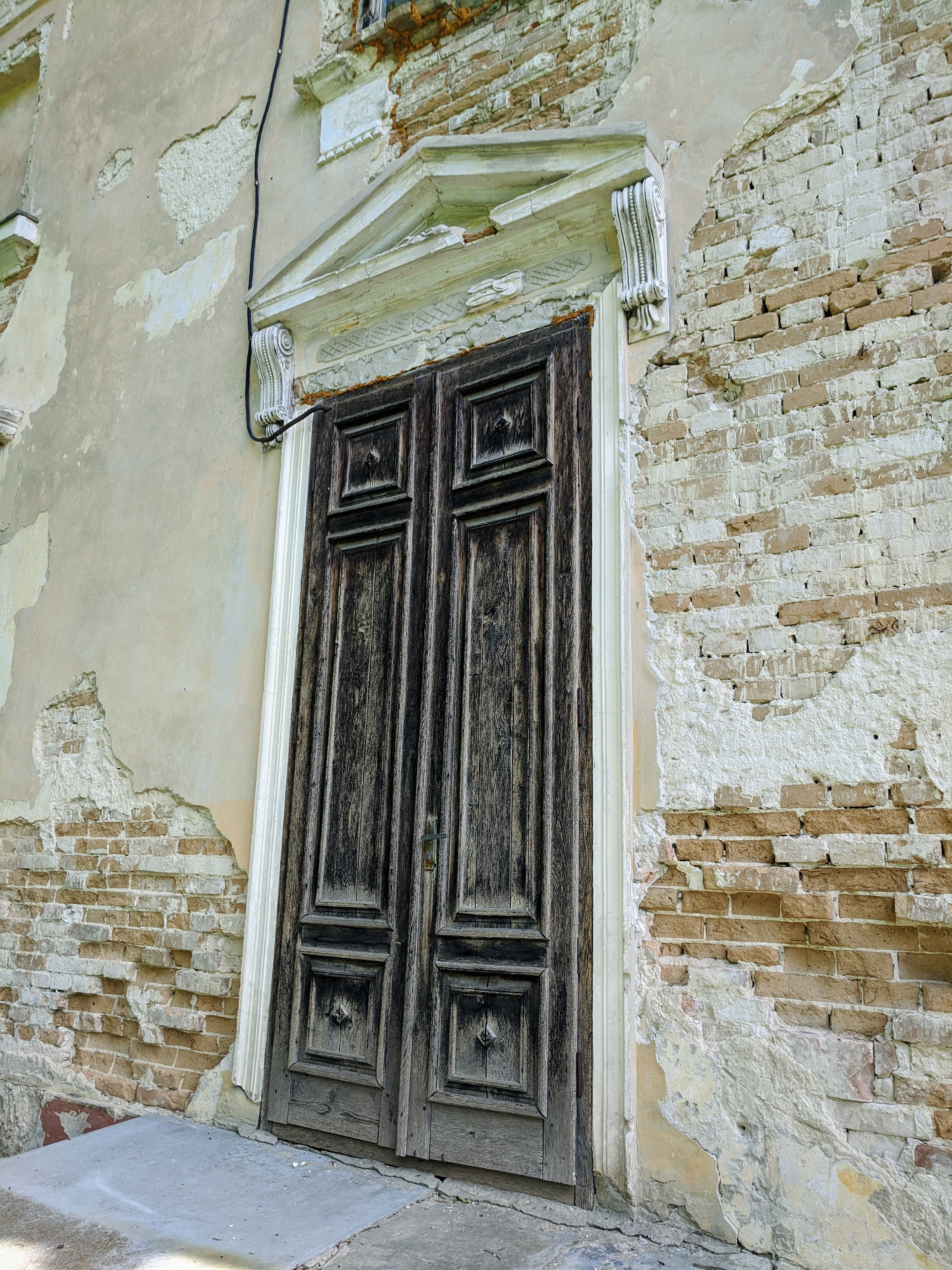
Флігель садиби  Корецьких (мур.)
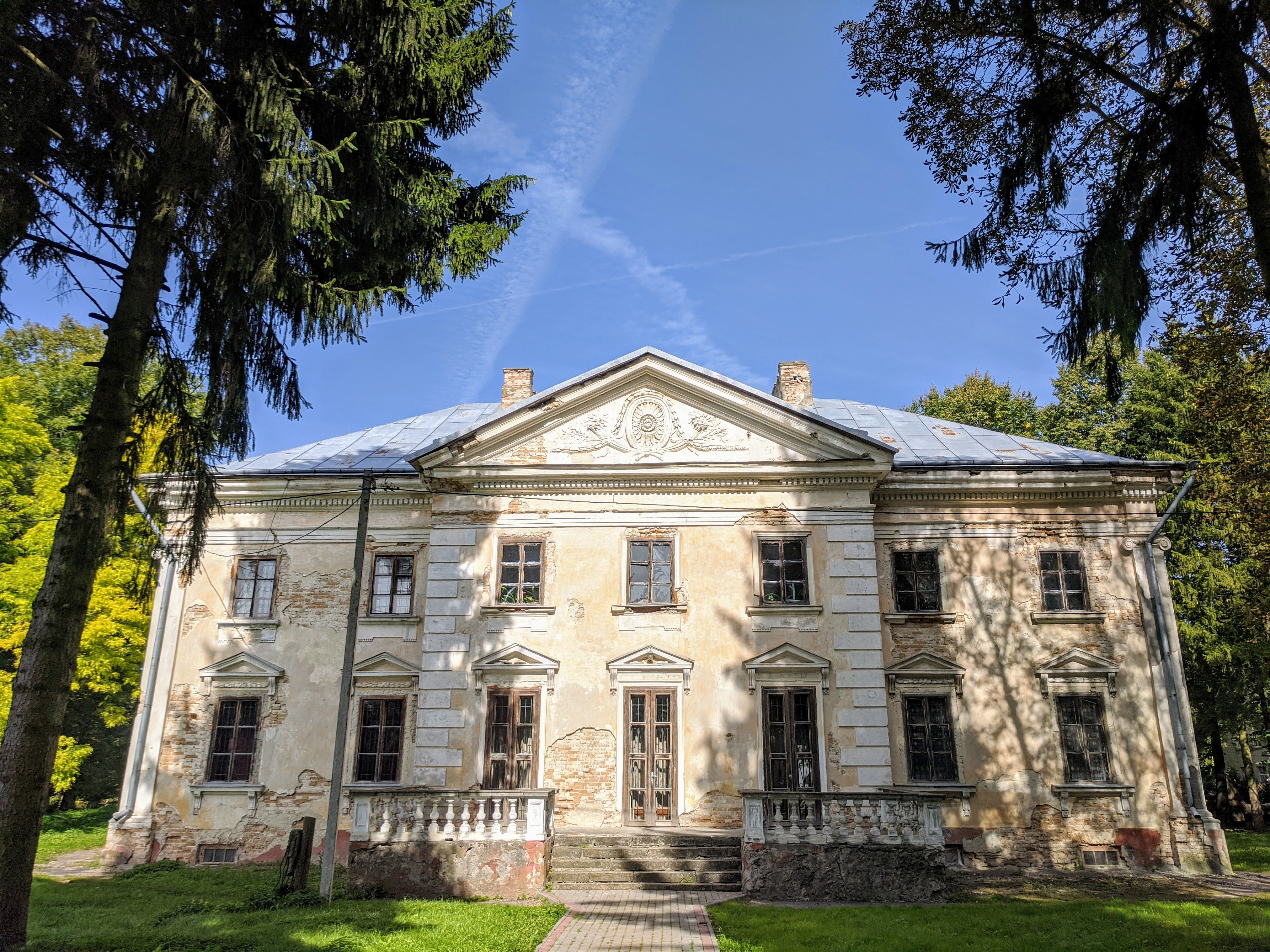
Флігель садиби  Корецьких (мур.)